# Nelson Bustamante
Nelson Bustamante (Caracas; 10 de marzo de 1964) es un presentador de televisión venezolano. 
En el canal de televisión Radio Caracas Televisión (RCTV) fue el animador de Atrévete a soñar, en el 2002 fue el conductor de las galas del programa Fama y Aplausos, primer realitry transmitido por RCTV,  y durante el cierre del canal en el año 2007 fue la última persona en hablar antes de que terminara la transmisión. Nelson ha sido galardonado con cinco premios Emmy por su trabajo con los documentales Por estos pasillos de RCTV, Sueños de Libertad, Doble exilio y RCTV, 10 años después.